# Malleville-les-Grès
Malleville-les-Grès är en kommun i departementet Seine-Maritime i regionen Normandie i norra Frankrike. Kommunen ligger i kantonen Cany-Barville som tillhör arrondissementet Dieppe. År 2022 hade Malleville-les-Grès 205 invånare.

## Befolkningsutveckling
Antalet invånare i kommunen Malleville-les-Grès
| Referens: INSEE |